# VK Crikvenica
Vaterpolski klub Crikvenica  je vaterpolski klub iz Crikvenice.
Klub ima ove mlađe kategorije: kadeti, nade i juniori
Klub je osnovan 25. srpnja 2012. Osnovali su ga nezadovoljni igrači Crikveničkog plivačkog kluba koji su odlučili osnovati svoj klub, ne vidjevši u matičnom klubu mogućnosti za normalan razvoj i napredovanje u Crikvenici. Tako su u VK Crikvenici okupljeni vaterpolisti sviih kategorija koji su do sada nastupali za CPK. Trenutni trener seniora VK Crikvenice je Zoran Brozičević.   

## Poznati treneri
- Karlo Stipanić
- Samir Barać

## Poznati igrači
- Samir Barać[3]

## Vanjske poveznice
- Klupske stranice na Facebooku